# 温特图尔
溫特圖爾（德語：Winterthur）是瑞士联邦苏黎世州温特图尔区的市镇，2018年12月31日人口数为111,840，亦是該國第六大人口聚居地。當地言慣稱本市為winti。今天本市以服務業及高科技產業。很多人利用其與蘇黎世鄰近之便利，因從本市乘火車到蘇黎世只須18分鐘。
本市是區域交通樞紐，有火車直達德國及意大利，並連接蘇黎世機場。A1公路經聖瑪姬根直達日內瓦。